# Ферматова соба
Ферматова соба (La habitación de Fermat ; транскр.  Ла абитасјон де Фермат) је шпански филм из 2007. године који су режирали Луис Пиједраита и Родриго Сопена. Три математичара и један проналазач су позвани у кућу под предпоставком решавања велике енигме, и речено им је да користе псеудониме базиране на познатим историјским математичарима. Заробљени су у соби чији се зидови скупљају. Како би се избавили морају да решавају загонетке, а задаје их особа која себе назива ''Фермат''.

## Радња
Ферматова соба је филм у ком се могу пронаћи разни математички задаци и имена познатих математичара. Голдбахова теорема је теорема која представља заплет филма. Филм почиње тако што математичари добијају позив на састанак на ком ће добити загонетку коју треба да реше од особе која се потписала као Фермат. Убрзо након што су се састали соба се затвара и зидови собе почињу да скупљају, а математичари то могу да зауставе једино тако што ће решити математичке задатке који им изнова стижу. Што се више зидови скупљају, напетост међу математичарима више расте. Упоредо док решавају енигме, они размишљају зашто би неко желео да им науди и како су они повезани, док је особа која је све то направила увек за један корак испред њих.

## Објављење
Ферматова соба је оригинално била објављена у Шпанији 16. новембра 2007. године. Он је зарадио отприлике 284.000 америчких долара (30.600.000 српских динара) првог викенда. Филм је објављен у Сједињеним Америчким Државама на интернационалном филмском фестивалу почетком 2009.

## Улоге
- Алехо Саурас: "Галоис" (Évariste Galois)
- Елена Балестерос: "Олива" (Oliva Sabuco)
- Санти Милан: "Паскал" (Blaise Pascal)
- Луис Омар: Хилберт (David Hilbert)
- Федерико Лупи: "Фермат" (Pierre de Fermat)